# Vasîlivka (Velîka Mîhailivka), Rozdilna
Vasîlivka (în ucraineană Василівка) este un sat în comuna Velîka Mîhailivka din raionul Rozdilna, regiunea Odesa, Ucraina.

## Demografie
Componența lingvistică a localității Vasîlivka
     Ucraineană (67,8%)
     Română (30,51%)
     Rusă (1,13%)
Conform recensământului din 2001, majoritatea populației localității Vasîlivka era vorbitoare de ucraineană (67,8%), existând în minoritate și vorbitori de română (30,51%) și rusă (1,13%).